# Szatmári 12 pont
A szatmári 12 pont a reformkori törekvések jelentős momentuma és az 1848-as törvények egyik előzménye volt. Szatmár vármegye országgyűlési követei 1841. február 24-én állították össze, válaszképpen Vas vármegye körlevelére, amelyben arra kérte a többi vármegyét, hogy dolgozzák ki követi utasításaikat a következő országgyűlésre. Szatmár vármegye közgyűlése a következő 12 pont megtárgyalását írta elő:

## A 12 pont
1. Az ősiség eltörlése
2. A hiteltörvény kiegészítése, telekkönyvi rendszer kialakítása, földhitelintézet felállítása
3. Az úrbéri terhek kényszermegváltása a megváltott birtokok által fedezett kötvényekkel – a feudalizmus felszámolása
4. A nemtelenek feltétlen birtoklási képessége
5. Ugyanazok alkalmazhatósága bármely hivatalra
6. A papság és az összes nemesség adózása a megyék szükségeire, az úgynevezett házi pénztárba.
7. A céhintézmény és mindenféle egyedárúság eltörlése. Mindenki kötelezettsége, hogy útivámot fizessen.
8. Iskolák állítása minden községben
9. A cenzúra eltörlése
10. A városokban a jogok egyenlő kiterjesztése minden egyes polgárra
11. A polgári és büntető törvénykönyv új szerkezete.
12. Általános választójog a népképviselet behozatalával (Werbőczyre hivatkozva)[1]

### Az egyes pontok részletezése, jelentőségének magyarázata
1-2.
Mint Széchenyi Hitel c. művéből is tudjuk, a feudális birtokokra, elidegeníthetetlenségükből kifolyólag, nem lehetett hitelt felvenni, ami gátolta a haladást. Ezért ezt meg kell szüntetni, és korszerű hitelfelvételi lehetőséget biztosítani.
3.
A jobbágyok felszabadítása. A kárpótlási alaphoz szükséges pénzt a jobbágyok által fizetendő adóból tervezték levonni.
4-6.
A nemesek és nem nemesek egyformán birtokolhassanak, egyformán viselhessenek minden állami és egyéb tisztséget, egyformán adózzanak. Utóbbinál Mátyás király 1486:64. törvénycikkére hivatkoztak a főurak, főpapok és nemesek adózásáról.
7.
Az útvám drágítja ugyan az áruforgalmat, de erősíti a belső piacot, és megtöri a nemesi adómentesség kiváltságát is.
8.
A kötelező elemi iskolát már Mária Terézia elrendelte, de a feltételek azóta sem valósultak meg, ezeket a feltételeket akarta biztosítani ez a pont. Borsod vármegye körlevele alapján tervezték, hogy a költségeket az államosítandó egyházi javakból fedezzék.
9.
A sajtószabadság az újságok előzetes cenzúrájának eltörlésével valósulhat meg.
10.
A városok mentesítendőek a kamarai befolyás alól, a vezetők megválasztása terén a választójog kiterjesztendő minden polgárra.
11.
Esküdtszékek felállítása, a hatalmi ágak szétválasztása vármegyei és országos szinten is.
12.
A nemesség helyett a teljes népességet be kell vonni az ország ügyeinek intézésébe. Itt Werbőczyre hivatkoztak.
A pontok összeállítói több esetben is igyekeztek törvényidézetekkel bizonyítani, hogy a nép ősi jussairól van szó. Még ha ez ebben a formában nem is volt teljesen igaz, a szándék értékelendő.
Érdemes megfigyelni, hogy mekkora az átfedés az 1848. március 15-én kinyomtatott 12 ponttal. Mindkettőben szerepel az úrbéri viszonyok eltörlése (szatmári 1. és 3, pesti 7. pont), a közteherviselés (szatmári 6, pesti 6. pont), a törvény előtti egyenlőség (szatmári 4. 5. 10. 11. és 12. pont, de gyakorlatilag majdnem mindegyik érinti, pesti 4. és 8. pont, külön belevéve a vallási tekintetben vett egyenlőséget is), a cenzúra eltörlése (szatmári 9, pesti 1. pont), esküdtszék létrehozása (szatmári 11, pesti 8. pont). Általánosságban megfigyelhető, hogy a szatmári pontok összeállítói gyakorlatiasabb szempontokat tartottak szem előtt, inkább a kisemberek jogaival foglalkoztak. A március 15-ei pontok összeállítói viszont nagyobb távlatokban tudtak gondolkodni, nagyobb beleszólást kértek az ország irányításába, viszont kimaradt követeléseikből olyan alapvető dolog, mint az iskolázottság terjesztése (még húsz évvel később is csak a tankötelesek fele járt iskolába, és 1880-ban még mindig közel 60% volt az analfabéták aránya!) A pontok nagy visszhangot váltottak ki az országos sajtóban, a Kossuth szerkesztette Pesti Hírlap és az ellenzéki, liberális vármegyék, Bihar, Borsod, Gömör, Sáros, Szabolcs, Torna is lelkesedéssel fogadták.

## A pontok összeállítói
A 12 pont végleges megfogalmazója Somogyi Antal. Az állandó választmány elnöke: Darvay Ferenc másodalispán. Tagjai az egyházi rendből: Linczy József nagyprépost, Lázár János kanonok, Grinaeus Alajos „közoktató”, később egyetemi tanár, Hajós Nagy András károlyi lelkész. A nemesség köréből: Becsky Károly, Beszterczey Ferenc, Botka Lajos és Imre, Eötvös Mihály, Flekl Károly, Horváth Antal, Kovács Lajos, Mándy Péter, Nagy Elek, Nagy Ignác, Rába István, Somogyi Antal, Ujfalussy Miklós és hivatalból a szolgabírák. Szatmárról: Sztanaczky András, Breyer Lajos és Farkas János. Jegyzők: Vállyi Lajos és Riskó Ignác.

## A pontok bukása
A pontok sikeres megfogalmazása reménnyel és lelkesedéssel töltötte el Szatmár vármegye népét, ez azonban nem tartott sokáig. A következő közgyűlésre, 1841. december 6-ra a vármegye két követe, Uray Bálint és Kende Zsigmond becsődítette a kisnemeseket, akiket azzal uszított fel, hogy a tervezet szerint nekik is adót kell majd fizetniük. (Ez a kettő egyébként eleve csalással és fenyegetéssel érte el, hogy képviselő lett. A választás napján leitatták a szavazókat és randalíroztak a városban.) A haladáspártiak hiába próbálták megérteni a pontok hasznosságát a felhergelt tömeggel, a szavazásra odacsődített kisnemesek úgy határoztak, hogy törvénytelen volt úgy elfogadni ezt a 12 pontot, hogy előbb nem hívták fel az egész nemesség figyelmét arra, milyen "merényletet" terveznek ellenük. A pontok megsemmisítése mellett elrendelték, hogy ha valaha is felmerül a nemesek megadóztatásának a terve, azt körlevélben előre kell nekik jelezni.
A 12 pont kiváltotta a nemzet csodálatát, maga Jókai úgy fogalmazott: „tizenkét üstökös csillag egyszerre az égen, együtt egy dicskört képezők, melynek ragyogó neve »népfenség«! Még most is ragyognak. Akkor nagy küzdelemnek voltak okozói, megyéről megyére. Még csak e szó kimondása is: »szatmári tizenkét pont«, a vihar jelszava volt.” A pontok bukása kiváltotta a nemzet megbotránkozását, de szellemük tovább élt a hét évvel később megfogalmazott 12 pontban és végül magukban a 48-as törvényekben.